# 246504 Hualien
246504 Hualien è un asteroide della fascia principale. Scoperto nel 2008, presenta un'orbita caratterizzata da un semiasse maggiore pari a 3,2078110 UA e da un'eccentricità di 0,0972194, inclinata di 12,74617° rispetto all'eclittica.